# GAZ

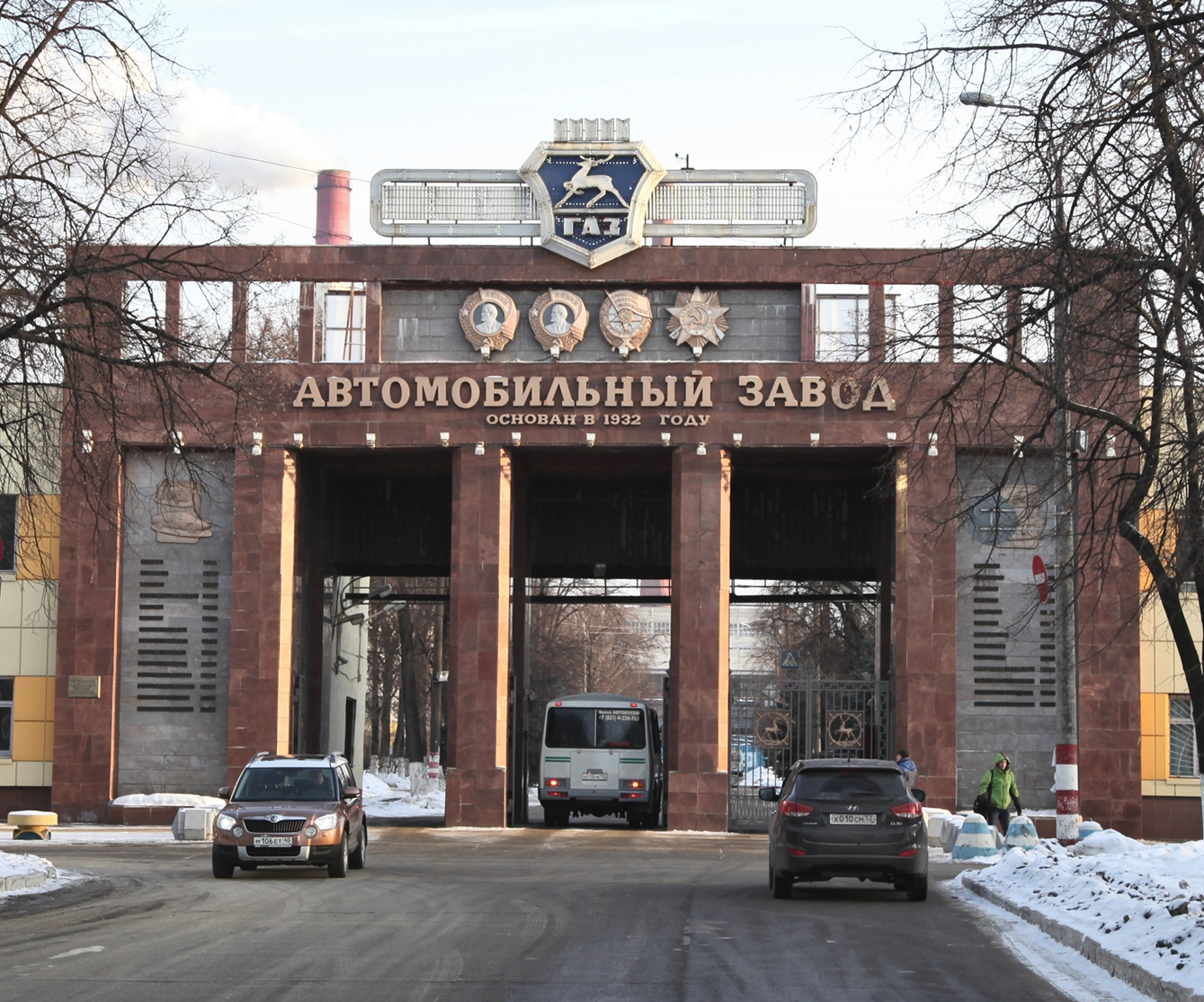
Brama główna zakładów GAZ

GAZ (ros. ГАЗ, skrót od Горьковский автомобильный завод) – marka radzieckich i rosyjskich samochodów produkowanych przez fabrykę Gorkowskij Awtomobilnyj Zawod (Gorkowska Fabryka Samochodów) w Niżnym Nowogrodzie (w latach 1932–1990 noszącym nazwę Gorki, stąd nazwa fabryki). Pod marką GAZ produkowane są samochody osobowe, ciężarowe i terenowe. Fabryka wytwarzała również pojazdy wojskowe.

## Historia
Decyzję o budowie dużej fabryki samochodów podjęto w ZSRR w 1929 r. W tym celu podjęto rozmowy na temat zakupu licencji na kilka modeli pojazdów od amerykańskiego przedsiębiorstwa Ford. Od 1930 r. w fabryce Gudok Oktjabrja wytwarzano na licencji samochody marki Ford model A. Budowę nowej fabryki koło Niżnego Nowogrodu rozpoczęto w 1930 roku. 29 stycznia 1932 roku wyprodukowano pierwszy samochód – ciężarówkę na licencji Forda-AA, noszącą jeszcze oznaczenie NAZ-AA.
8 grudnia 1932 r. ruszyła pełna produkcja już pod marką GAZ. Produkowano głównie samochody osobowe GAZ-A i ciężarowe GAZ-AA i GAZ-AAA. W latach 30. zakłady GAZ otrzymały imię Mołotowa, stąd wszystkie samochody osobowe nosiły oznaczenia liczbowe z literą M (od „Mołotowiec”) – do 1957 roku, kiedy w związku z odwilżą polityczną Chruszczowa, Mołotow wraz z innymi funkcjonariuszami stalinowskimi znalazł się w niełasce i odbierano zakładom jego imię.
W 1936 roku osobowy model A został zastąpiony licencyjną wersją następnego modelu Forda – GAZ M1 (tzw. „Emką”), produkowanym do 1941 r. Podczas II wojny światowej zakłady produkowały przede wszystkim ciężarówki i samochody terenowe oraz silniki do lekkich czołgów i dział samobieżnych. W czerwcu 1943 r. zakłady były celem kilku silnych nalotów niemieckiego lotnictwa, lecz do października przywrócono ich zdolności produkcyjne. W latach 1946–1958 produkowano samochód GAZ-M20 Pobieda, wytwarzany też w Polsce jako FSO Warszawa M-20. Później nastała era Wołgi. W międzyczasie przedsiębiorstwo produkowało luksusowe samochody ZIM i Czajka. Produkowano też samochody terenowe, nazywane w Polsce „gazikami”: GAZ-64, GAZ-67 i GAZ-69. W 1954 r. produkcję GAZ-a 69 przejęła Uljanowska Fabryka Samochodów UAZ.
Najistotniejszą pod względem wielkości produkcji i znaczenia dla państwowej gospodarki ZSRR gałęzią produkcji przedsiębiorstwa GAZ były samochody ciężarowe. Po licencyjnych amerykańskich modelach, przedsiębiorstwo wypuściło własną średnią ciężarówkę GAZ-51 z 1944 r. (produkowaną w Polsce na licencji jako Lublin-51), a następnie szereg dalszych modeli, w tym GAZ-52, GAZ-53 i GAZ-66.
Przed II wojną światową i ponownie od 1951 roku w zakładach GAZ produkowano również rowery.

## Działalność
Dzisiaj GAZ jest jednym z nielicznych przynoszących zyski producentów samochodów w Rosji. Są one produkowane w ośmiu krajach i eksportowane do 36 innych. Produkowane są samochody:
- osobowe: Wołgi
- terenowe i terenowo rekreacyjne: Ataman, Kombat, Tigr,
- dostawcze Sobol, Gazela
- ciężarowe Wałdaj i Sadko oraz specjalne.

## Galeria

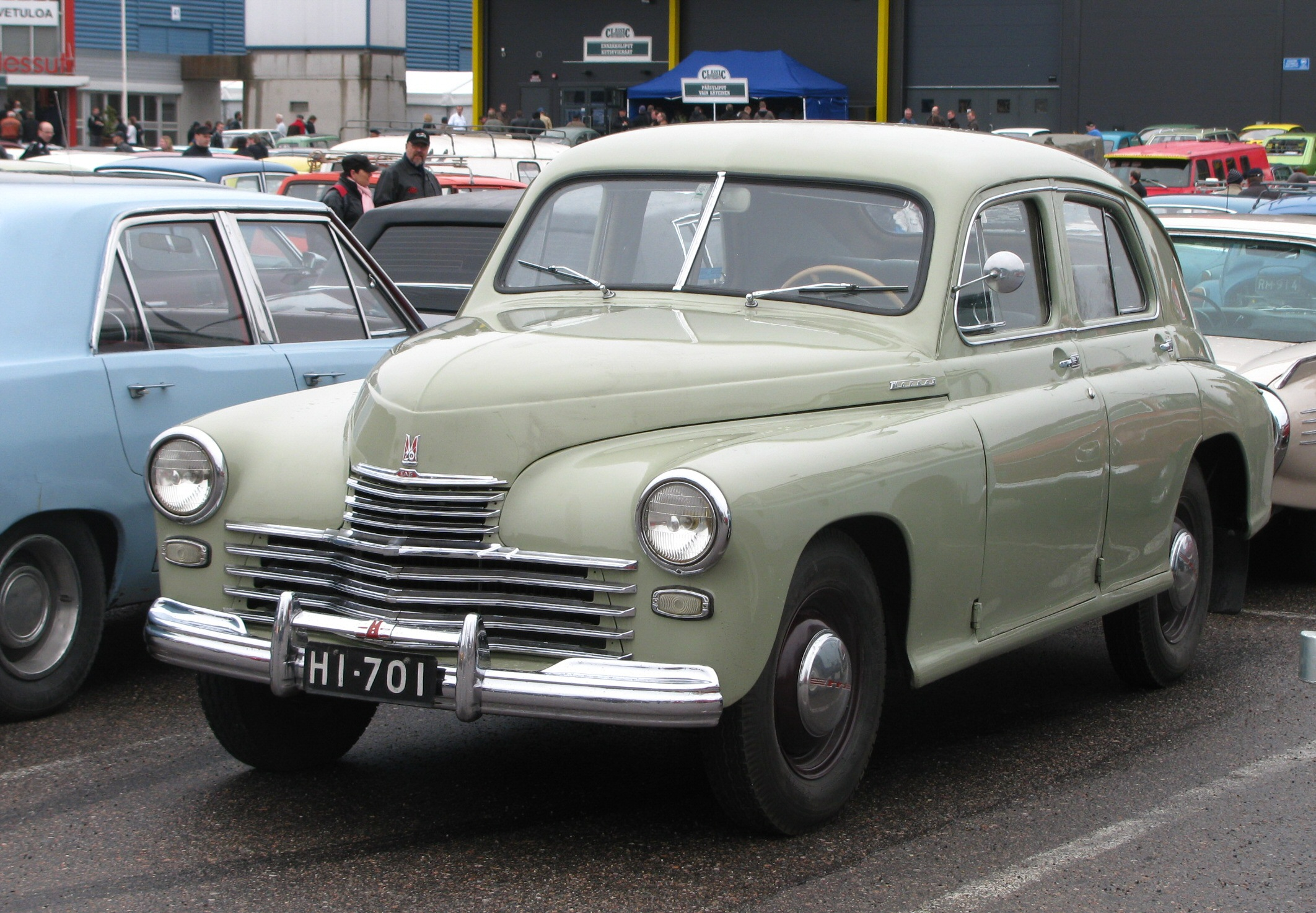
GAZ-M20 Pobieda
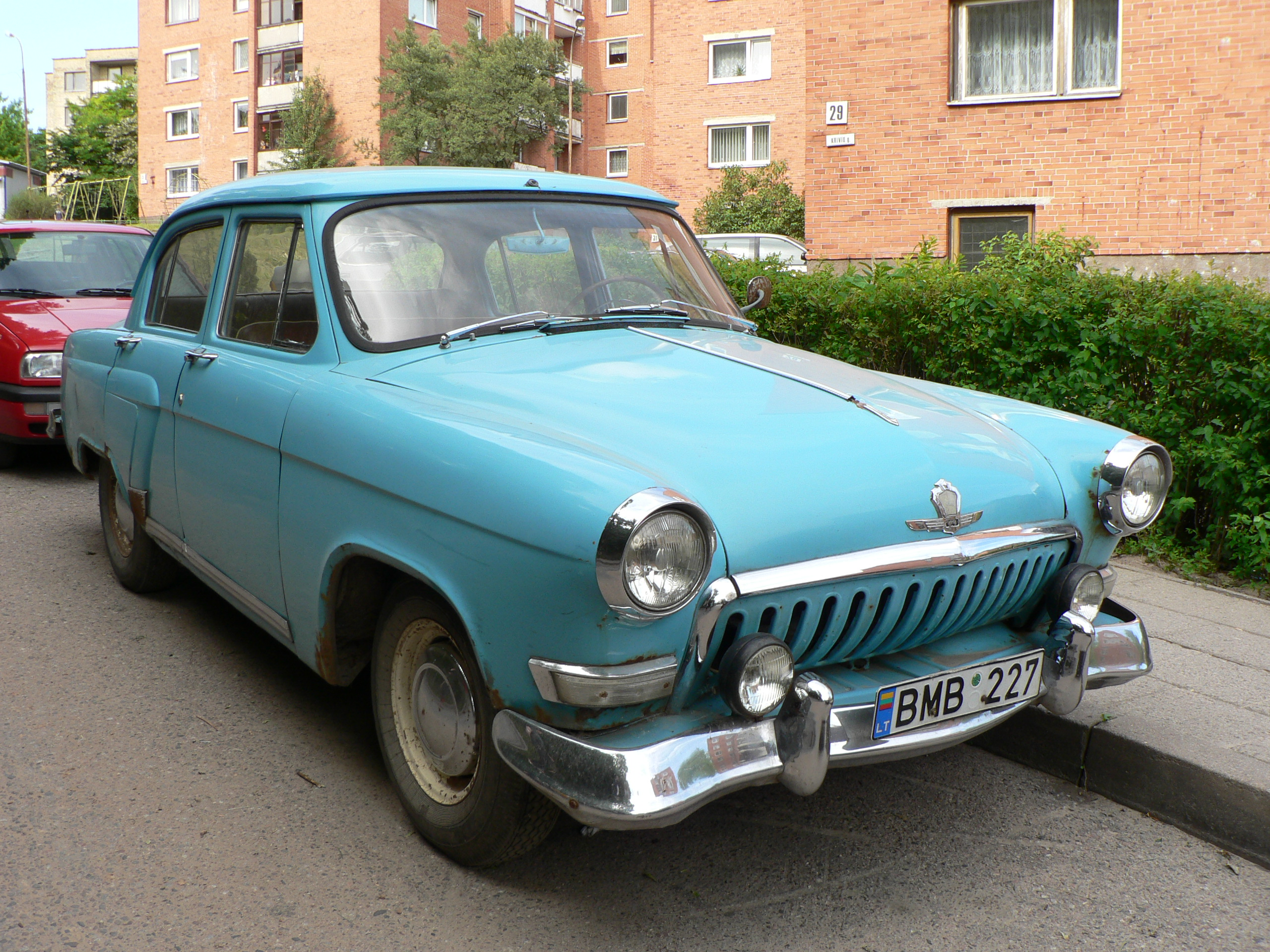
GAZ-21 Wołga
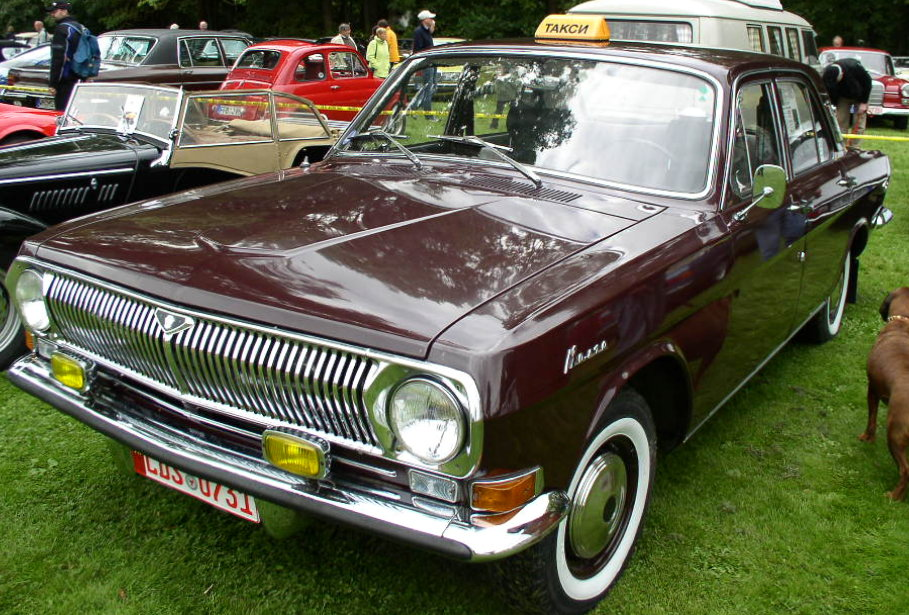
GAZ-24 Wołga
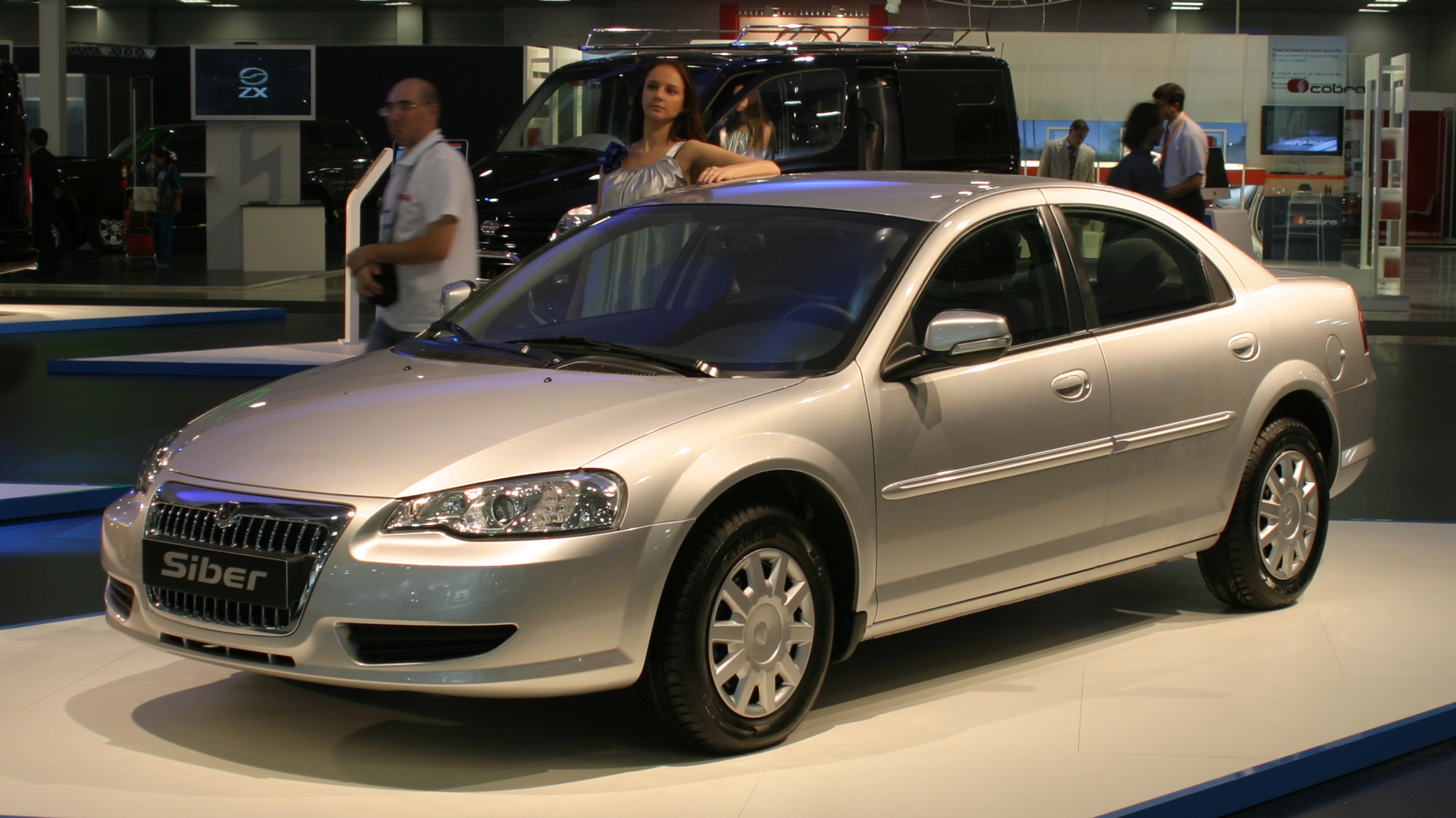
GAZ Wołga Siber
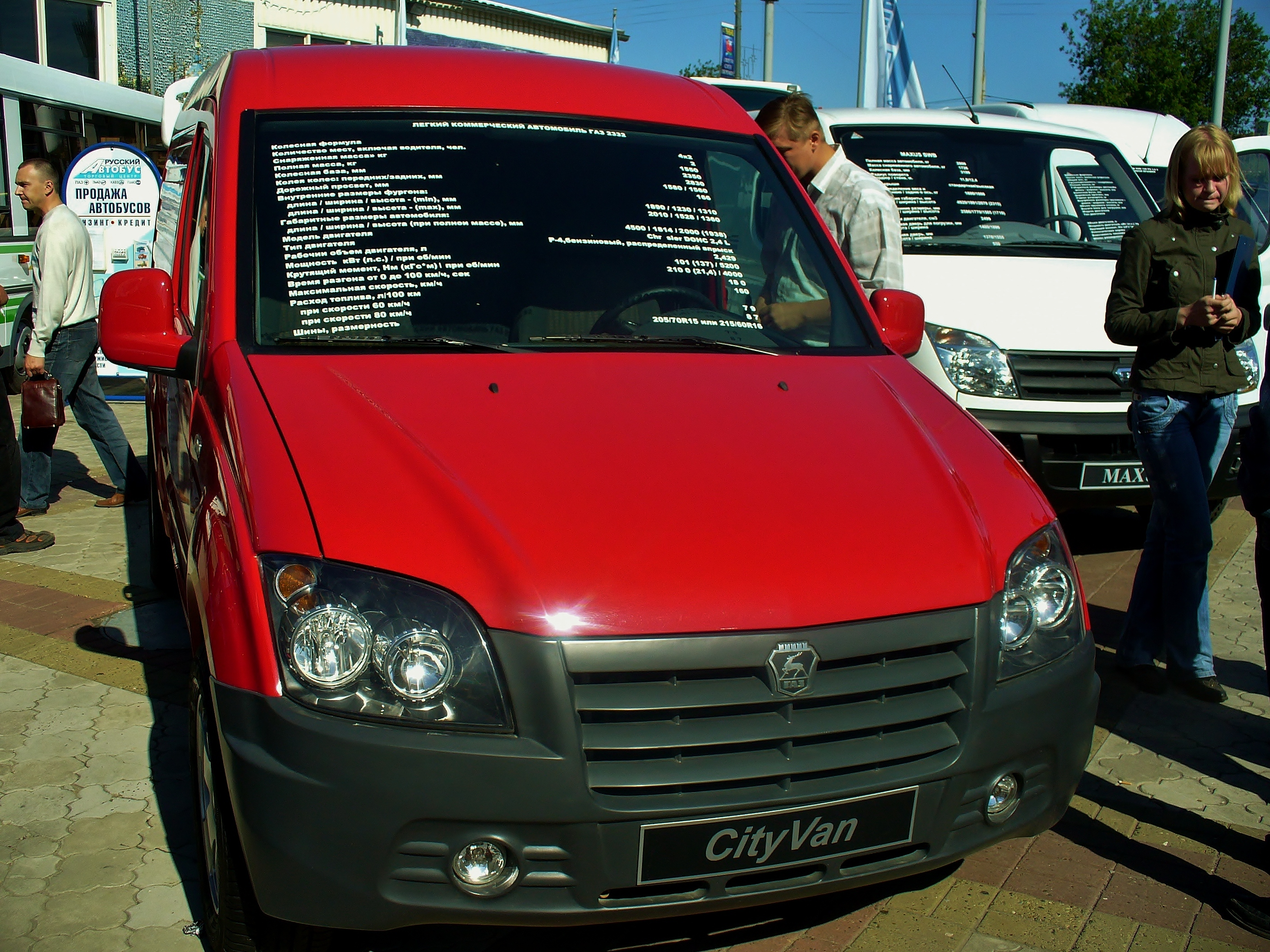
GAZ-2332 CityVan
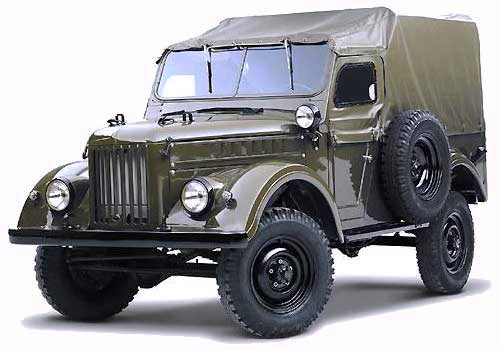
GAZ-69
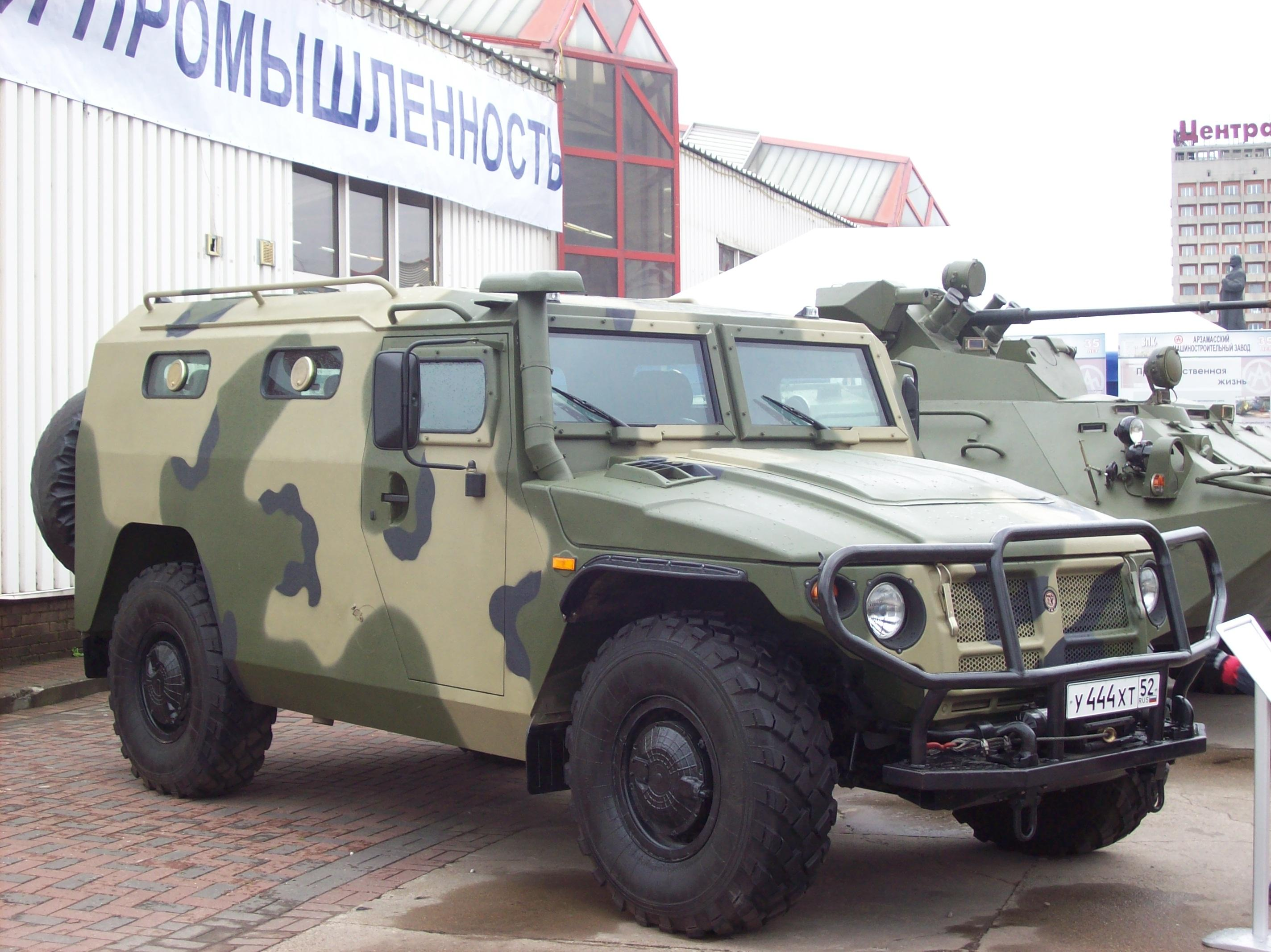
GAZ-2330-36 Tigr
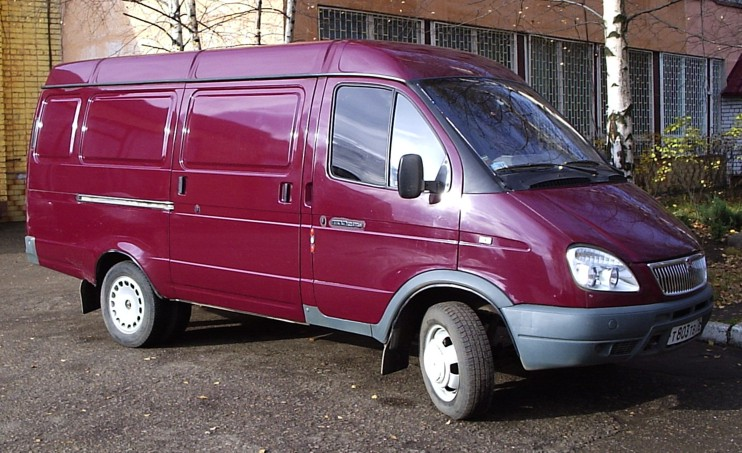
Gazela 2705
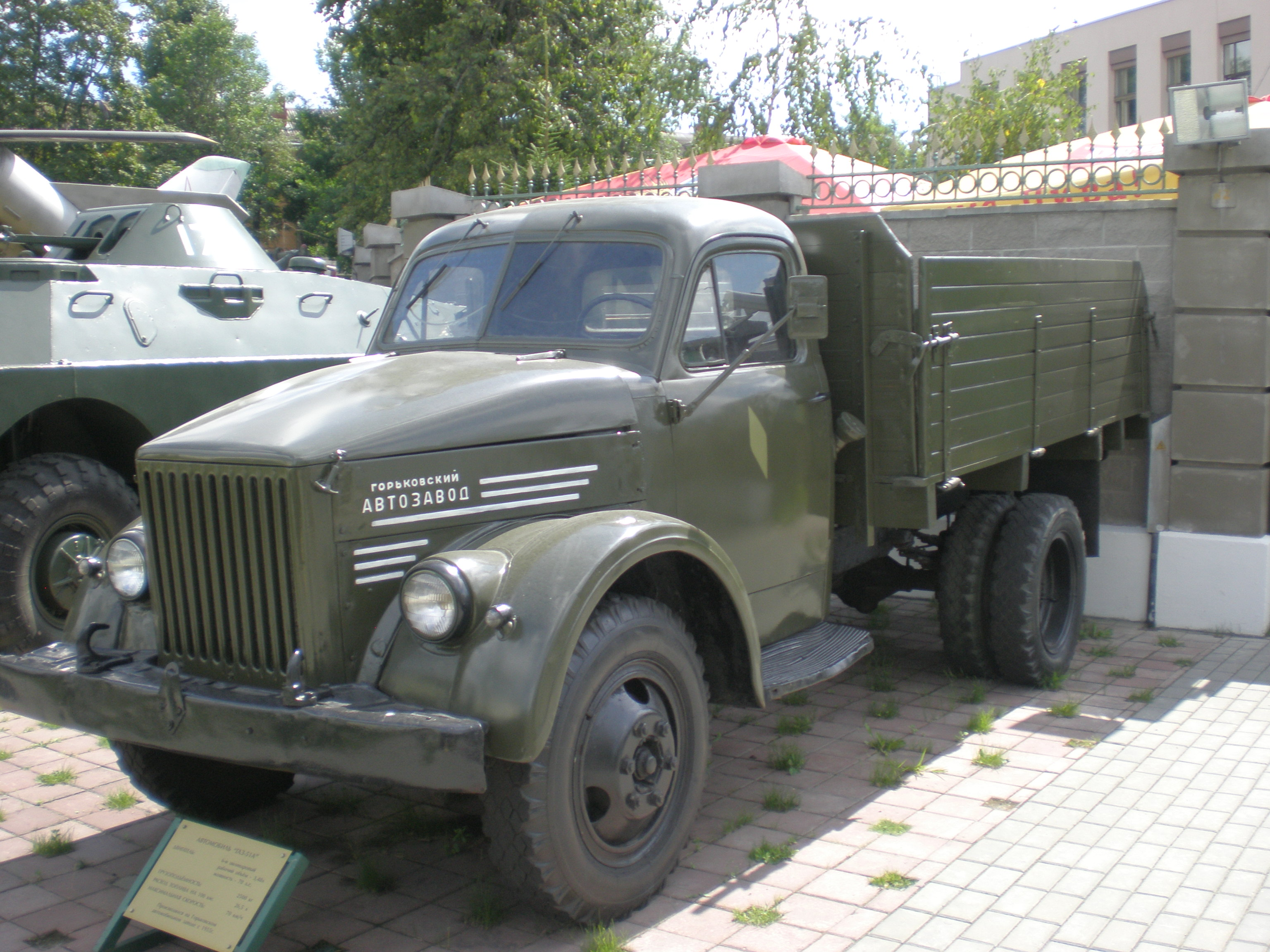
GAZ-51
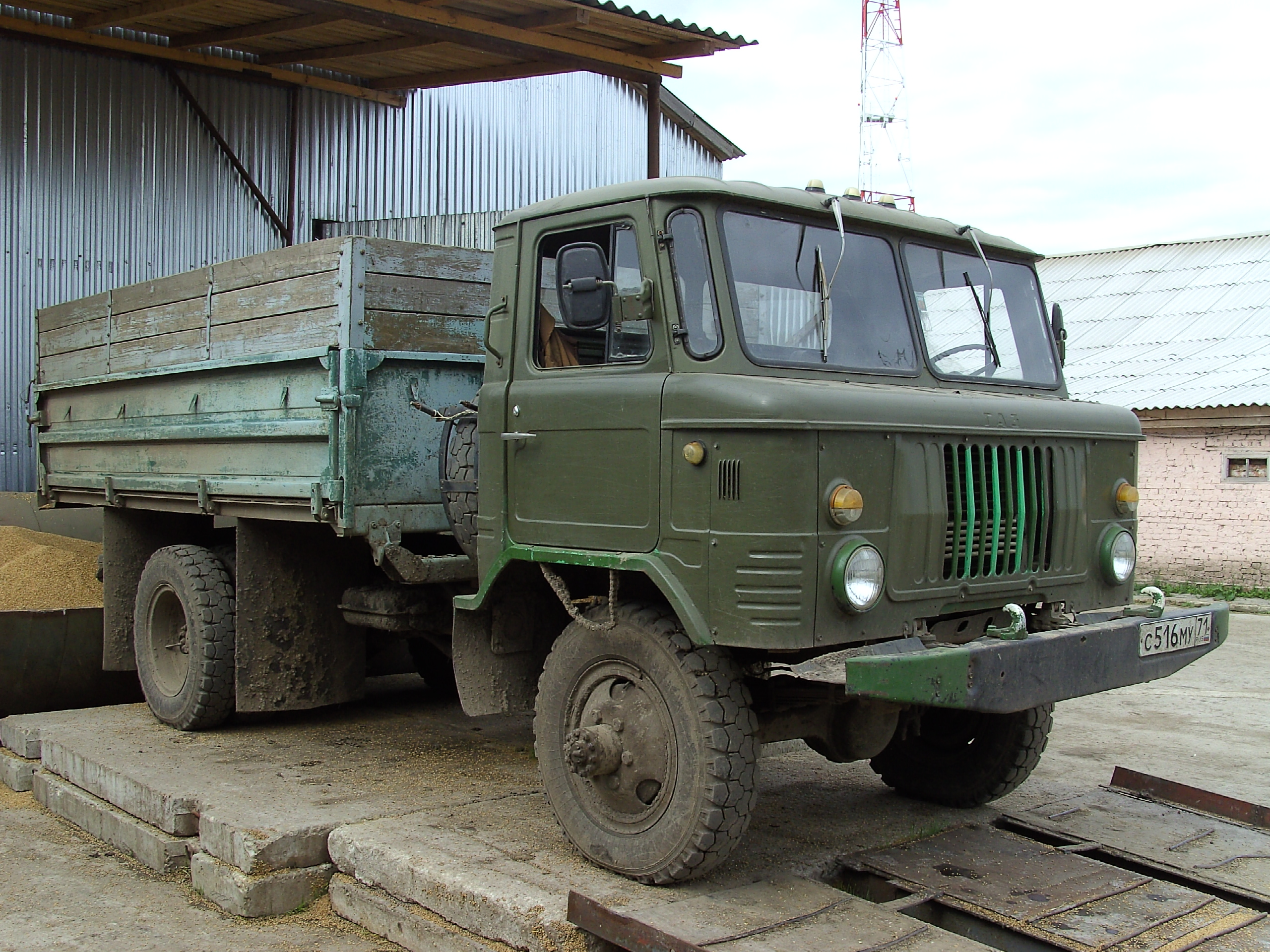
GAZ-66